# Грейфрайерс (кладбище)

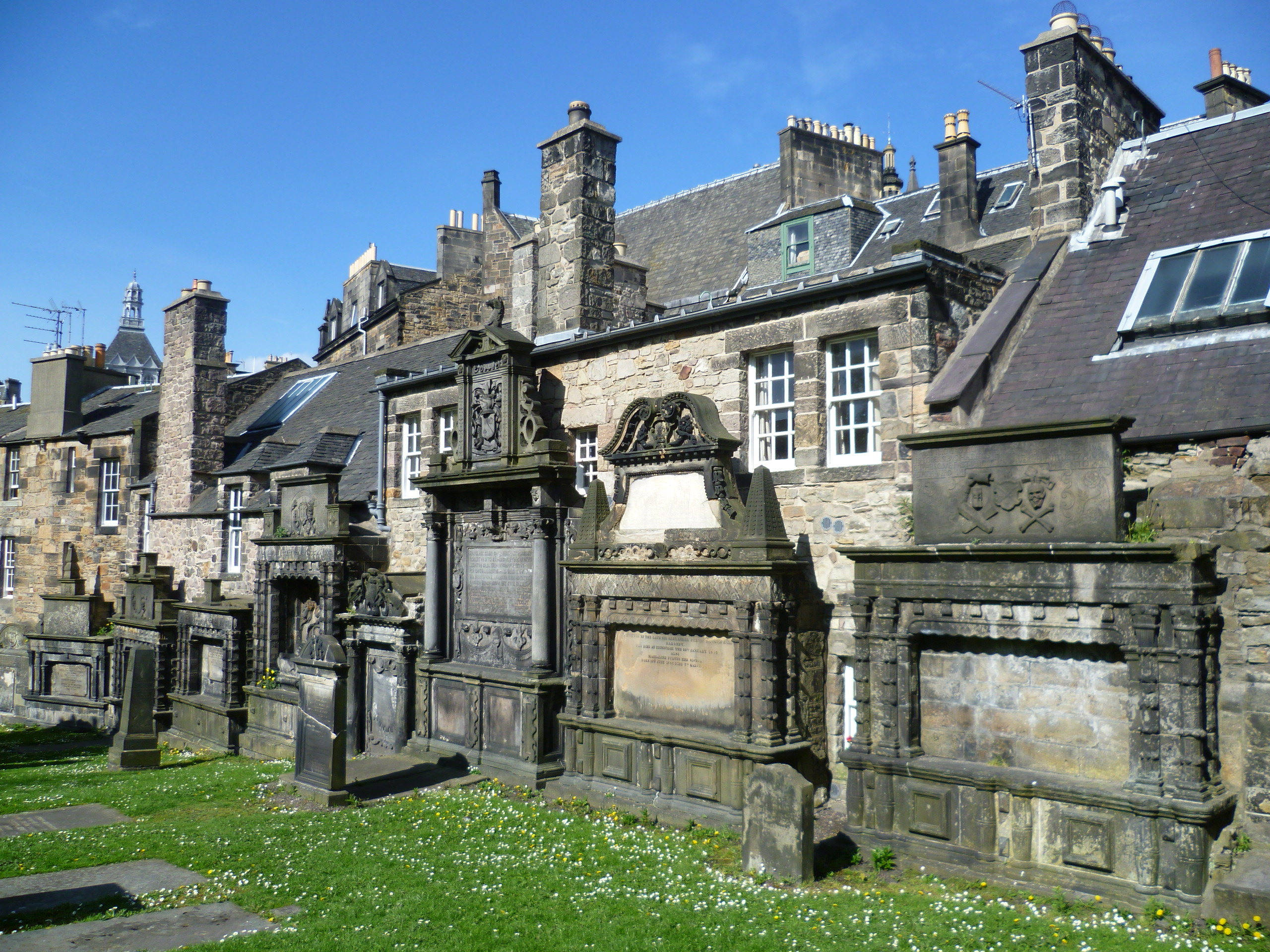
Восточная граница кладбища

Грейфраерс (скотс Greyfriars Kirkyard) — кладбище в Эдинбурге.
Территория расположена вокруг церкви Грейфраерс в южной части Старого города. Кладбище образовано в 1561 году на месте францисканского мужского монастыря, распущенного двумя годами ранее в период реформации в Шотландии. Целью нового кладбища было заменить переполненное кладбище собора Сент-Джайлса.
Кладбище получило мировую известность благодаря собачке Бобби породы скай-терьер, который в течение 14 лет жил у могилы хозяина, практически не отлучаясь. После своей смерти он был похоронен у ворот кладбища.
Сегодня кладбище включено в категорию A национального списка достопримечательностей. Через кладбище проходит участок городских стен.

## Известные погребённые
- См. Категория:Похороненные на кладбище Грейфрайерс